# Mato Kunčević
Mato Kunčević je bivši hrvatski vaterpolist i državni reprezentativac. 
Igrao je za dubrovački VK Jug 1930-ih i početkom 1940-ih, osvojivši brojne naslove državnog prvaka.
Igrao je u povijesnom sastavu jugoslavenske reprezentacije 1937. u susretu protiv Čehoslovačke kad su svi igrači jugoslavenske reprezentacije bili Jugovi igrači.